# 汽车联盟

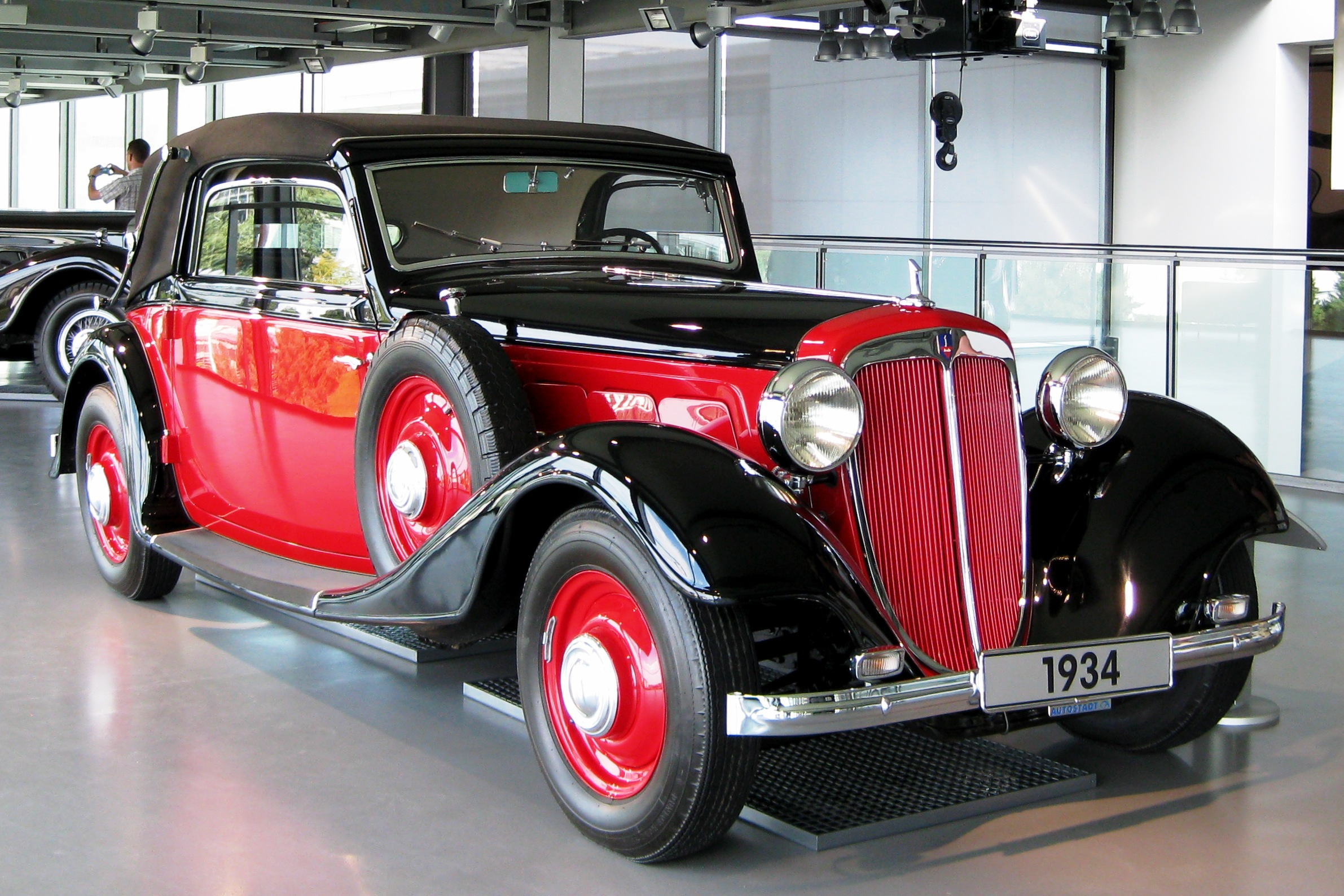
Audi

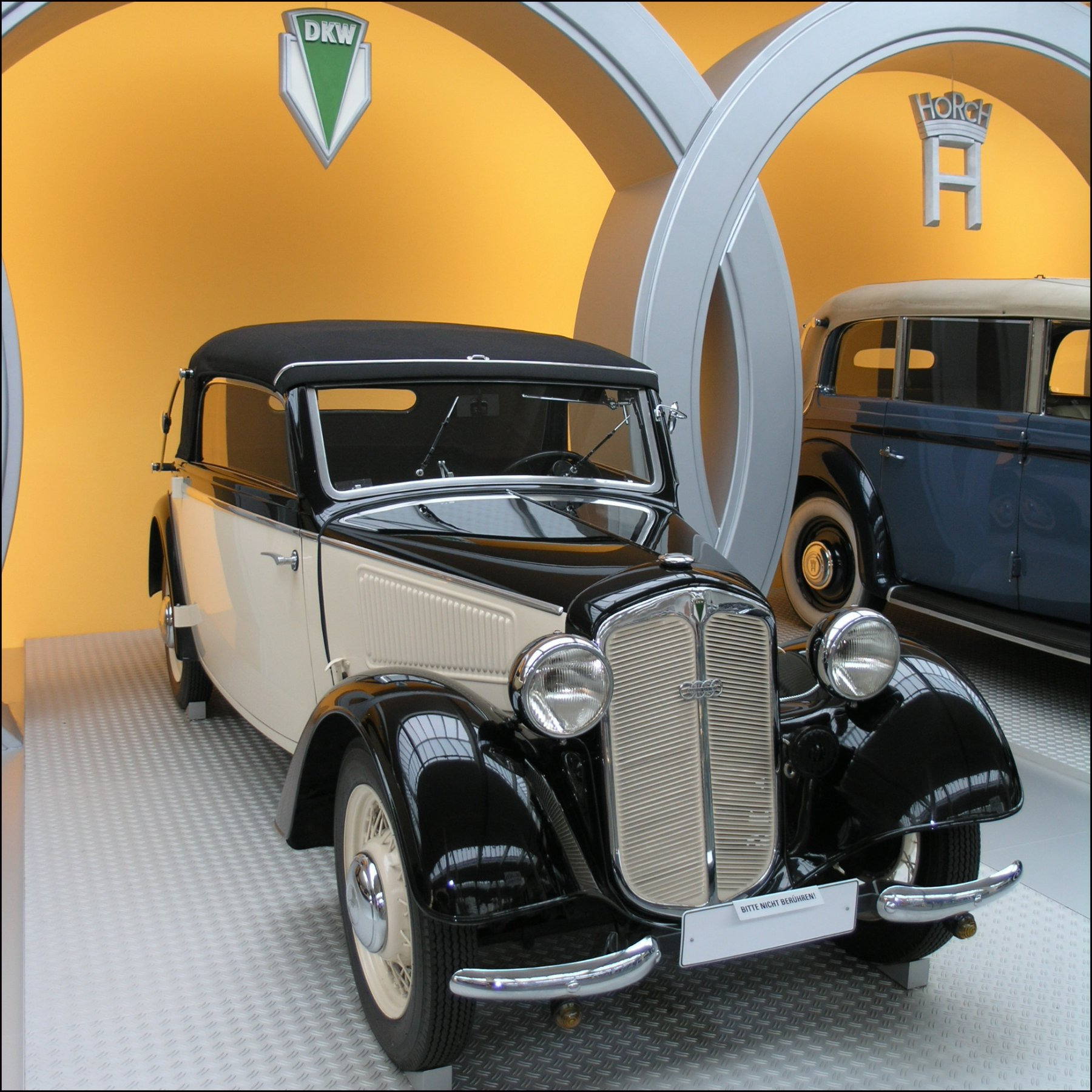
DKW

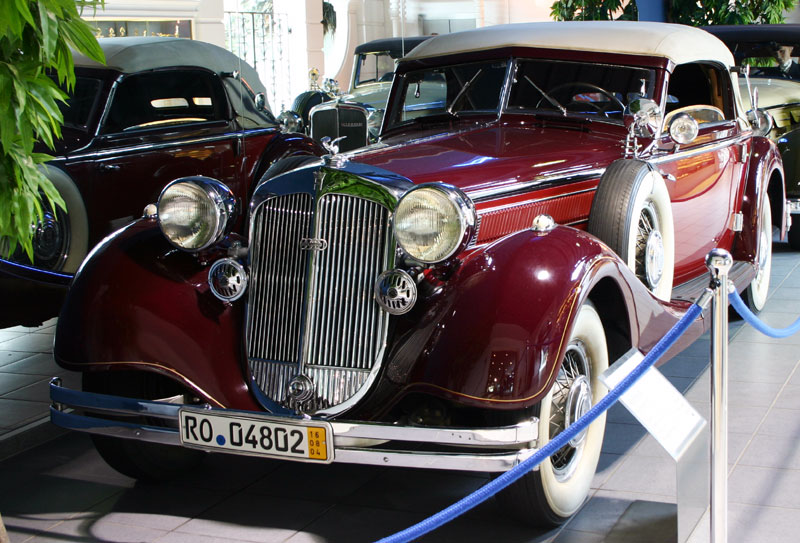
Horch

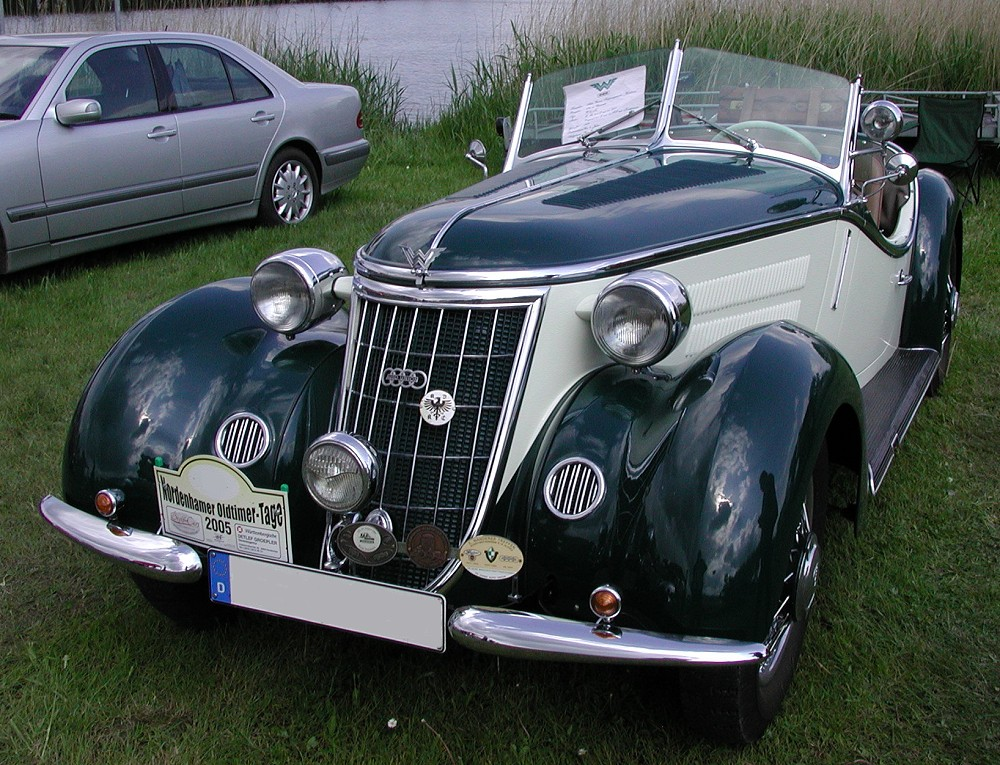
Wanderer

汽車聯盟公司（Auto Union AG）創立於1932年，是由四家德國汽車廠牌合併而成，並在1936年在薩克森肯尼茲正式成立。它是德國汽車大廠奧迪（Audi AG）的前身。
汽車聯盟除了作為擁有四個組成品牌（Audi、Horch、DKW、Wanderer）的公司外，汽車聯盟更以它的賽車團隊而聞名於世。汽車聯盟賽車部門（Auto Union Rennabteilung）以 Horch 所在的茨维考和薩克森為根據地。其中，兩支來自德國的銀箭（Silver Arrow）車隊：分別隸屬於梅賽德斯-奔馳和汽車聯盟，不僅在1934年之後成為 GP 賽車的主宰者，而且還創下了多項連續保有幾十年才被打破的紀錄。例如：在公路上的最快極速（每小時 432.7 公里、每小時 268.9 英里）的紀錄，一直保持到2017年才被刷新。但在經歷第二次世界大戰而幾乎淪為廢墟的汽車聯盟，直到1949年才在巴伐利亞英戈爾施塔特重新成立，直到1964年被福斯集團從梅賽德斯-奔馳手中收購，並於1969年與NSU車廠合併，而發展成為了現代的奧迪公司（Audi AG）。
當前具有汽車聯盟（Auto Union）名稱的企業實體：「Auto Union GmbH」是由奧迪（Audi AG）獨資成立；其成立目的是為了保有並管理汽車聯盟（Auto Union）的歷史商標和相關智慧財產權，並兼管奧迪的歷史文化產權。該公司獨特的商標是由四個互鎖環組成，分別代表汽車聯盟原始的四個廠牌，也是奧迪現行商標的雛形。

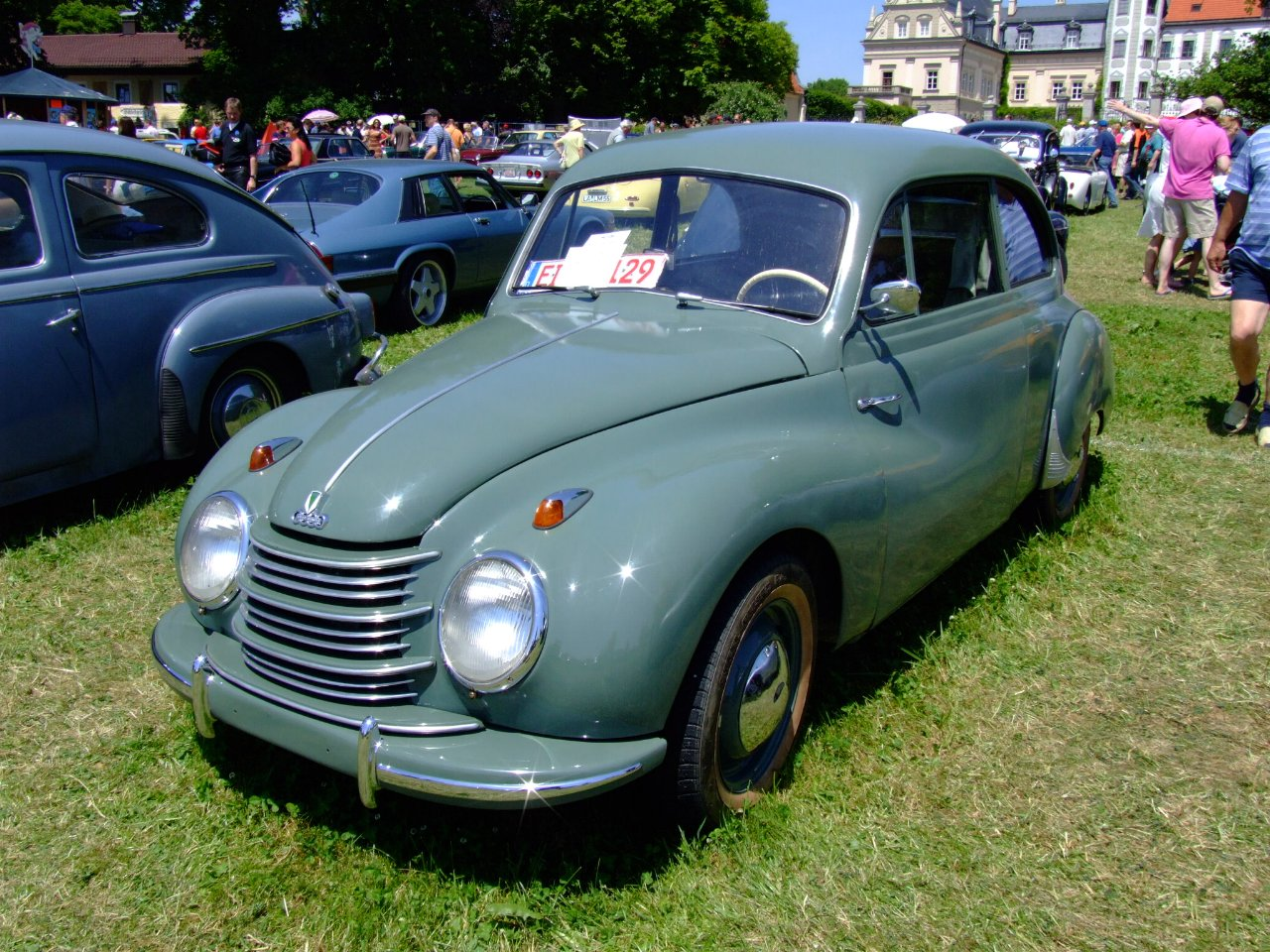
DKW F89

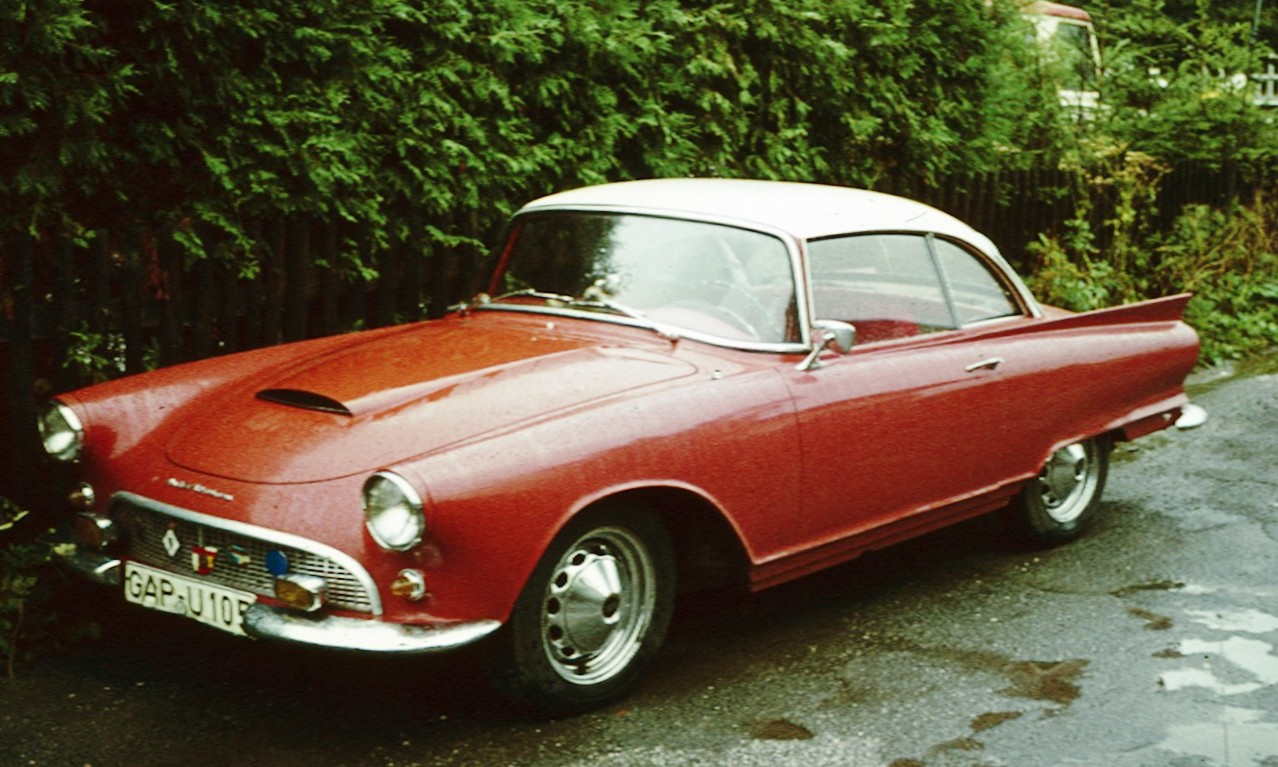
Auto Union 1000 Sp 1958 – 1965

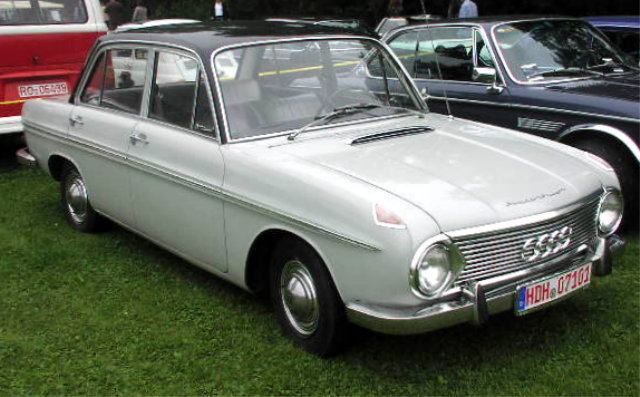
Auto Union DKW F102

## 標誌
汽車聯盟（和現代的奧迪）的商標，四個重疊的環，象徵著組成汽車聯盟的四個品牌：Audi、DKW、Horch 和 Wanderer。
儘管汽車聯盟（Auto Union）使用了四環標誌，但四環標誌在那個時期幾乎只用於汽車聯盟賽車車輛，旗下四個品牌仍主要使用自己的名稱和標誌。
這時期的四環標誌的版本有「重疊環」和「互鎖環」兩種版本。

## 致敬
汽車聯盟（Auto Union）在1999年的勞力士蒙特雷老爺車大賽中被致敬
。

### 備註
1. ↑  .   [2016-01-15]. （原始内容存档于2013-01-14）.
2. ↑  . Audi AG. 2013-08-01. ISBN 978-3768826730.
3. ↑  Car Logo. .   [2007-09-10]. （原始内容存档于2007-09-30）.
4. ↑  . Seriouswheels.com.   [2009-04-27]. （原始内容存档于2016-12-10）.
5. ↑  .   [2021-04-14]. （原始内容存档于2017-12-20）.
6. ↑  Monterey Historics 1999 （页面存档备份，存于）. Audiworld.com (1 September 1999). Retrieved on 2013-07-16.

## 外部連結
- August-Horch-Museum （页面存档备份，存于）
- Audi History
- AUTO UNION Sales Brochures 1939 （页面存档备份，存于）
- AutoUnion: the cars, the drivers and the history （页面存档备份，存于）
- Auto Union Historic site （页面存档备份，存于）
- 有关汽车联盟在德国经济学中央图书馆（ZBW）20世纪新闻档案中的Documents and clippings about。